# Greta Van Fleet
Pour les articles homonymes, voir Fleet (homonymie).
Greta Van Fleet est un groupe américain de rock, originaire de Frankenmuth, dans le Michigan. Il est formé en 2012 par les frères Josh Kiszka, Jake Kiszka, Sam Kiszka et Kyle Hauck. Ce dernier quitte le groupe en octobre 2013 et est remplacé par Danny Wagner.
En avril 2017, le groupe sort son premier EP studio, Black Smoke Rising. Leur premier single, Highway Tune, arrive en tête du classement Billboard US Mainstream Rock Tracks chart et Active rock, en septembre 2017.

## Historique

### Formation et débuts (2012-2015)
Le groupe est formé à Frankenmuth, dans le Michigan, en 2012 par les frères Joshua « Josh » Kiszka, Samuel « Sam » Kiszka, Jacob « Jake » Kiszka et Kyle Hauck. Hauck quitte le groupe en octobre 2013 et est remplacé par Daniel « Danny » Wagner la même année. Le nom du groupe est inspiré de Gretna Van Fleet, une doyenne de Frankenmuth.
À l'époque où Hauck est le batteur, le groupe enregistre trois morceaux : Highway Tune, Cloud Train et Standing On. Le 28 février 2014, un EP live est enregistré en une prise et publié le 7 juin 2014. En 2014, leur morceau Standing On est utilisé dans une publicité pour Chevy Equinox à Détroit. Il est l'un des morceaux, avec By the Riverside, Cloud Train, Down to the River, Sing in the Rain, Thunderstomp et Written in Gold, à être publié sans disponibilité par la suite,,.

### Premiers EP (2016-2018)
Le 17 janvier 2016, le morceau Highway Tune est diffusé dans l'émission Shameless. Le 31 mars 2017, le premier single Highway Tune est publié sur iTunes. Le 2 avril 2017 , ils lancent un stream du morceau Highway Tune. Le 18 avril 2017, le clip de Highway Tune est publié en exclusivité sur Loudwire. Leur premier EP, intitulé Black Smoke Rising, est publié le 21 avril 2017. Black Smoke Rising devait à la base être publié en trois EP mais sera finalement un album. Ils commencent à tourner en mai 2017 en soutien à l'EP avec The Struts,.
En octobre 2017, le groupe remporte le prix du meilleur nouveau groupe aux Loudwire Music Awards. Le même jour, ils annoncent la sortie de l'EP huit pistes From the Fires pour le 10 novembre 2017. Hormis les quatre premiers morceaux tirés de Black Smoke Rising, From the Fires comprend les nouveaux morceaux Edge of Darkness et Talk on the Street, et une reprise de A Change is Gonna Come de Sam Cooke, et Meet on the Ledge de Fairport Convention. Les quatre morceaux sont enregistrés en septembre 2017 aux Rust Belt Studios de Détroit  et produits par Al Sutton et Marlon Young, le même duo qui a produit Black Smoke Rising. Un second single, Safari Song, est aussi publié.
En juin 2018, le groupe joue en première partie des Guns N' Roses sur la tournée Not in This Lifetime... Tour.

### Anthem of the Peaceful Army (2018-2019)
Le premier album du groupe Anthem of the Peaceful Army est sorti le 19 octobre 2018.
La chanson, When the Curtain Falls (en), issue de l'album, atteint la première place du Billboard Mainstream Rock Tracks chart.
En 2019 l'EP From the Fires, remporte le Grammy Award du meilleur album rock.

### The Battle at the Garden's Gate (2020-2022)
Le 9 octobre 2020, ils postent le clip de leur nouveau titre My Way, Soon (en).
Le 4 décembre 2020, un deuxième single intitulé "Age of Machine" est publié, et le second album studio du groupe est annoncé : The Battle at the Garden's Gate (en)
Un troisième single, nommé Heat Above, sort le 10 février 2021, puis un quatrième, Broken Bells le 19 mars 2021.
Le deuxième album sort le 16 avril 2021.

### Starcatcher (depuis 2023)
Lors du dernier concert de la tournée Dreams of Gold, 5 nouvelles chansons sont jouées pour la première fois, intitulées "Meeting the Master", "The Falling Sky", "Indigo Streak", "Sacred the Thread", et "Farewell for Now".
Quelques jours après, le troisième album du groupe est officialisé, et sa date de sortie est annoncée sur Twitter pour le 21 juillet 2023.
Le premier single, Meeting the Master sort le 7 avril 2023.

## Inspiration musicale
Le groupe Greta Van Fleet s'inspire fortement de la musique des années 1970 et notamment du groupe Led Zeppelin,. La voix suraiguë du chanteur rappelle celle de Robert Plant. Ce dernier a déclaré « il y a un groupe à Detroit qui s'appelle Greta Van Fleet : ils sont Led Zeppelin I ».

## Membres

### Membres
- Josh Kiszka - chant (depuis 2012)[1]
- Sam Kiszka - basse et claviers (depuis 2012)[1]
- Kyle Hauck - batterie (2012-2013)[1]
- Danny Wagner - batterie (depuis 2013)[1]
- Jake Kiszka - guitare (depuis 2012)[1]

## Discographie

### Albums studio
- 2018 : Anthem of the Peaceful Army (Republic Records)
- 2021 : The Battle at Garden's Gate (Republic Records)
- 2023 : Starcatcher (Republic Records)

### EP
- 2017 : Black Smoke Rising (Republic Records)
- 2017 : From the Fires (Republic Records)

## Prix et nominations
- 2017 : Meilleurs nouveaux artistes aux Loudwire Music Awards[24].